# Dino Hazard: Chronos Blackout
Dino Hazard: Chronos Blackout, é um RPG eletrônico desenvolvido pela BONE COLLECTORS, e pelo casal de paleontólogos Dr. Tito Aureliano e Dra. Aline Ghilardi. O jogo foi lançado em dezembro de 2023, para a plataforma Steam. Este jogo expande o universo de Dino Hazard com uma prequela para a trilogia principal do livro.

## Enredo
Um grupo de pessoas está preso em uma instalação de alta tecnologia em uma ilha tropical no Brasil no ano de 2147. Eles precisam sobreviver a um sistema de inteligência artificial malicioso enquanto lutam contra dinossauros, robôs hackeados e seus próprios preconceitos. Você joga como um grupo muito distinto de personagens que precisam superar suas diferenças para derrotar um inimigo comum. Você deve administrar suas habilidades para restaurar as instalações antes que seja tarde demais. Descubra quem é o antagonista malicioso e escape de suas armadilhas e quebra-cabeças para sobreviver.
1. ↑  Gomez, Estrella (7 de janeiro de 2024). «Este RPG retro hecho por paleontólogos es perfecto si eres un friki de los dinosaurios». IGN. Consultado em 2024 Verifique data em: |acessodata= (ajuda)
2. ↑  Bailey, Dustin (2024). «Undertale, Jurassic Park, and Phantasy Star collide in a '90s-inspired time-traveling dinosaur JRPG made by actual paleontologists». Games Radar. Consultado em 2024 Verifique data em: |acessodata= (ajuda)